# تيموثي مكلارين
تيموثي مكلارين (بالإنجليزية: Timothy McLaren)‏ هو مجدف أسترالي، ولد في 24 سبتمبر 1956 في Cootamundra ‏ في أستراليا.

## وصلات خارجية
- تيموثي مكلارين على موقع الاتحاد الدولي للتجديف (الإنجليزية)
- تيموثي مكلارين على موقع اللجنة الأولمبية الدولية (الإنجليزية)
- تيموثي مكلارين على موقع أوليمبيديا (الإنجليزية)